# Andrej Kravarik
Andrej Kravarik (en grec moderne : Αντρέι Κράβαρικ) est un ancien joueur greco-slovaque de volley-ball né le 28 juillet 1971 à Piešťany (Trnava). Il mesure 2,04 m et jouait central.

## Clubs
| Club              | Pays      | De        | À         |
| ----------------- | --------- | --------- | --------- |
| VKP Bratislava    | Slovaquie | 1991-1992 | 1993-1994 |
| PAOK Salonique    | Grèce     | 1994-1995 | 1994-1995 |
| Alexandropolis    | Grèce     | 1995-1996 | 1995-1996 |
| Iraklis Salonique | Grèce     | 1996-1997 | 1996-1997 |
| Aris Salonique    | Grèce     | 1997-1998 | 1997-1998 |
| Montichiari       | Italie    | 1998-1999 | 1998-1999 |
| Iraklis Salonique | Grèce     | 1999-2000 | 2011-2012 |

## Palmarès
- Championnat de Grèce : 2002, 2005, 2007, 2008, 2012
- Coupe de Grèce : 2000, 2002, 2004, 2005, 2006, 2012
- Championnat de Slovaquie : 1994